# Аристотелев театър
Аристотелевият театър (на гръцки: Αριστοτέλειον Θέατρο) е театър и кино в големия македонски град Солун, Гърция.

## Местоположение
Театърът е разположен на площада до Бялата кула, в сградата на Обществото за македонски изследвания на улица „Етники Амина“ № 4 в Солун, завършена в 1951 година.

## История
Отваря врати в 1967 година като кино. В него дълги години се провежда Солунският кинофестивал.
В залата се поставят и представления на Солунската опера.
Аристотелевият театър е домакин на театрални продукции, концерти, както и различни артистични събития, като се поставят и детските театрални представления. Разполага със 744 места.